# تزوی تزور
تزوی تزور (انگلیسی: Tzvi Tzur؛ ۱۷ آوریل ۱۹۲۳ – ۲۸ دسامبر ۲۰۰۴) سپهبد نیروی زمینی اسرائیل بود، که در فاصله سال‌های ۱۹۶۱ تا ۱۹۶۳ به‌عنوان ششمین رئیس ستاد کل نیروهای مسلح اسرائیل فعالیت می‌کرد.
تزور فعالیت نظامی را از سال ۱۹۳۶ در نیروی زمینی بریتانیا آغاز کرد، سپس به هگانا پیوست و پس از شکل‌گیری نیروهای دفاعی اسرائیل در سال ۱۹۴۸ فعالیت در ارتش اسرائیل را ادامه داد.
وی از ۱۹۵۲ تا ۱۹۵۶ رئیس اداره نیروی انسانی ارتش اسرائیل بود، در فاصله سال‌های ۱۹۵۶ تا ۱۹۵۸ فرماندهی مرکزی اسرائیل را برعهده داشت و از ۱۹۵۸ تا ۱۹۶۱ به‌عنوان جانشین رئیس ستاد کل نیروهای دفاعی اسرائیل فعالیت می‌کرد و با حفظ سمت، رئیس اداره عملیات ارتش اسرائیل بود.